# Plasma beta
Il parametro beta di un plasma, il cui simbolo è la lettera greca β, è il rapporto tra la pressione di un plasma (p = n kB T) e la pressione magnetica (pmag = B²/2μ0). Questo parametro è usato comunemente negli studi della magnetosfera del Sole e della Terra, e nel campo della fusione termonucleare controllata.

## Il beta in astrofisica
Il parametro beta viene usato in astrofisica per descrivere l'interazione del plasma con diversi tipi di campo magnetico nello spazio: l'esempio tipico è l'interazione del vento solare col campo magnetico del Sole o con la magnetosfera terrestre. Il beta di questi sistemi naturali è comunque molto più basso che negli esperimenti di fusione controllata: nella corona solare per esempio esso è dell'ordine dell'1%, mentre le regioni attive della cromosfera possono avere anche {\displaystyle \beta >1}. 

## Il beta nella fusione nucleare controllata
Il fattore beta è uno dei parametri di merito fondamentali nella costruzione del futuro reattore a fusione. Poiché i magneti sono un elemento fondamentale nel progetto di un reattore, e poiché la densità e la temperatura compaiono entrambe nella definizione della pressione, il rapporto pressione cinetica/pressione magnetica diventa in modo molto naturale un parametro di merito, quando si confrontano diverse configurazioni magnetiche per il confinamento del plasma. Detto in termini semplici, più alto è beta di una configurazione magnetica, più diventa economicamente sostenibile un reattore basato su quella configurazione. Wesson, nel suo celebre testo sui tokamak, dice che:
{\displaystyle \beta ={\frac {p}{p_{\text{mag}}}}={\frac {nk_{B}T}{B^{2}/2\mu _{0}}}\,\,,}
dove {\displaystyle P} è la pressione cinetica, {\displaystyle k_{B}} la costante di Boltzmann, {\displaystyle T} la temperatura misurata in kelvin, {\displaystyle \mu _{0}} la permeabilità magnetica del vuoto. Il campo magnetico {\displaystyle B} che compare nella formula è normalmente il campo totale. Nei tokamak, dove il campo magnetico è la somma di due componenti, una toroidale e una poloidale creata dalla corrente di plasma, spesso si usa il "beta poloidale" per caratterizzare la stabilità magnetoidrodinamica del sistema, e il beta toroidale per caratterizzare le proprietà di confinamento.
Nei tokamak, il valore di beta nella stragrande maggioranza dei casi non supera il 6%, che è un valore relativamente basso. Ciò significa che solo il 6% della pressione dovuta al campo magnetico viene convertita in pressione di plasma, cioè in confinamento: in termini semplici, devo usare 10 atmosfere di campo magnetico per confinare 600 mbar di pressione di plasma. Valori di beta più elevati sono impediti infatti da instabilità magnetoidrodinamiche, espresse da un limite empirico, detto limite di Troyon.
Questo intrinseco limite ad alto beta del tokamak ha motivato la ricerca di configurazioni modificate e/o alternative: per esempio, il tokamak sferico, con basso rapporto d'aspetto R/a, come l'esperimento americano NSTX, in cui vengono raggiunti valori di beta fino a un massimo del 25%; oppure il reversed-field pinch, in cui il campo magnetico toroidale è più basso, oppure ancora le configurazioni a dipolo magnetico, come l'esperimento LDX del Massachusetts Institute of Technology, dove si ottengono valori di beta pari al 26% per diversi secondi.